# Hyloxalus yasuni
Hyloxalus yasuni é uma espécie de anfíbio anuro da família Dendrobatidae. Está presente no Equador. A UICN classificou-a como deficiente de dados.